# مورژ
شهر مورژ  در بخش مورژ در ایالت وو در کشور سوئیس واقع شده‌است که ۱۳٬۸۰۰ نفر جمعیت دارد.

## نگارخانه

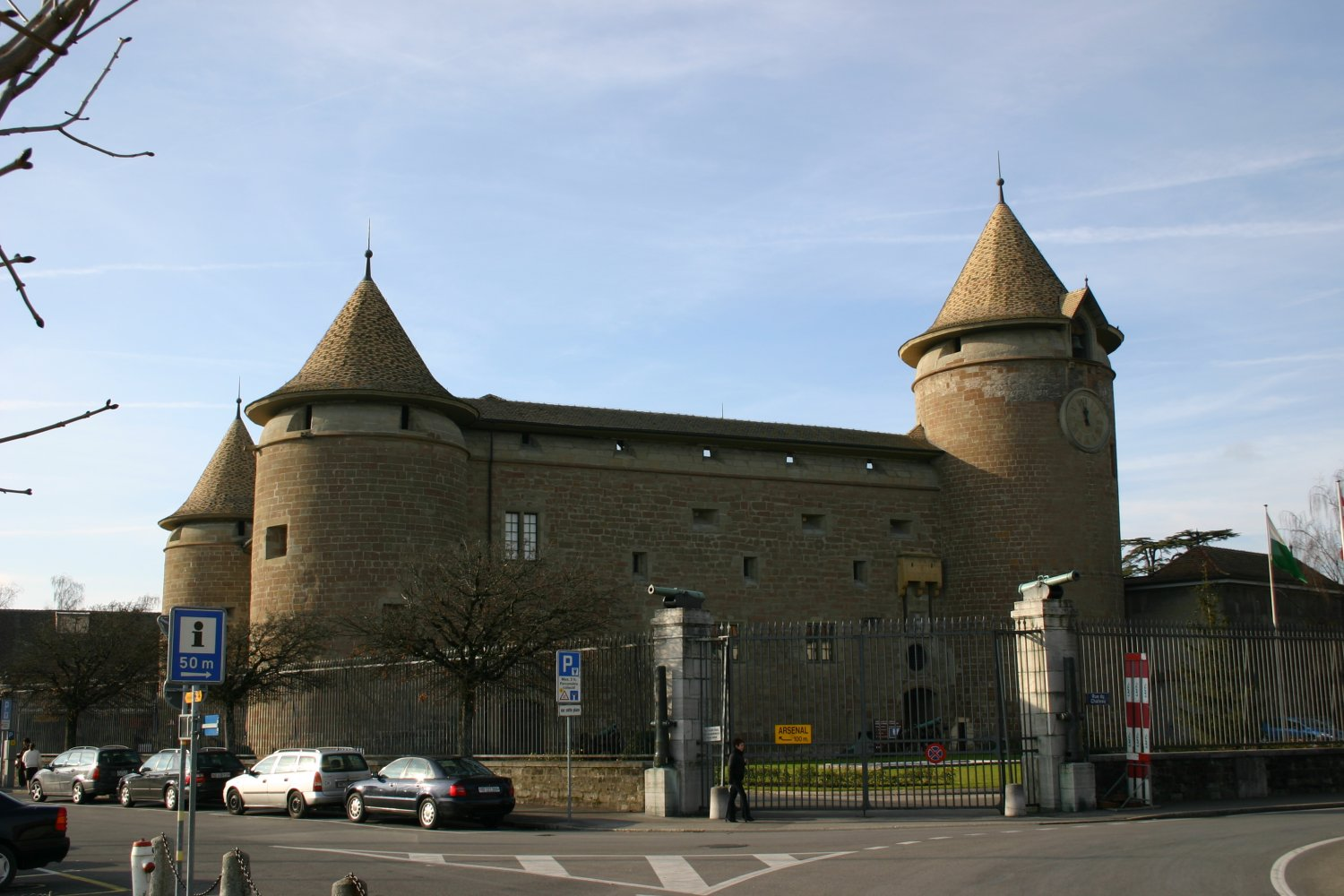
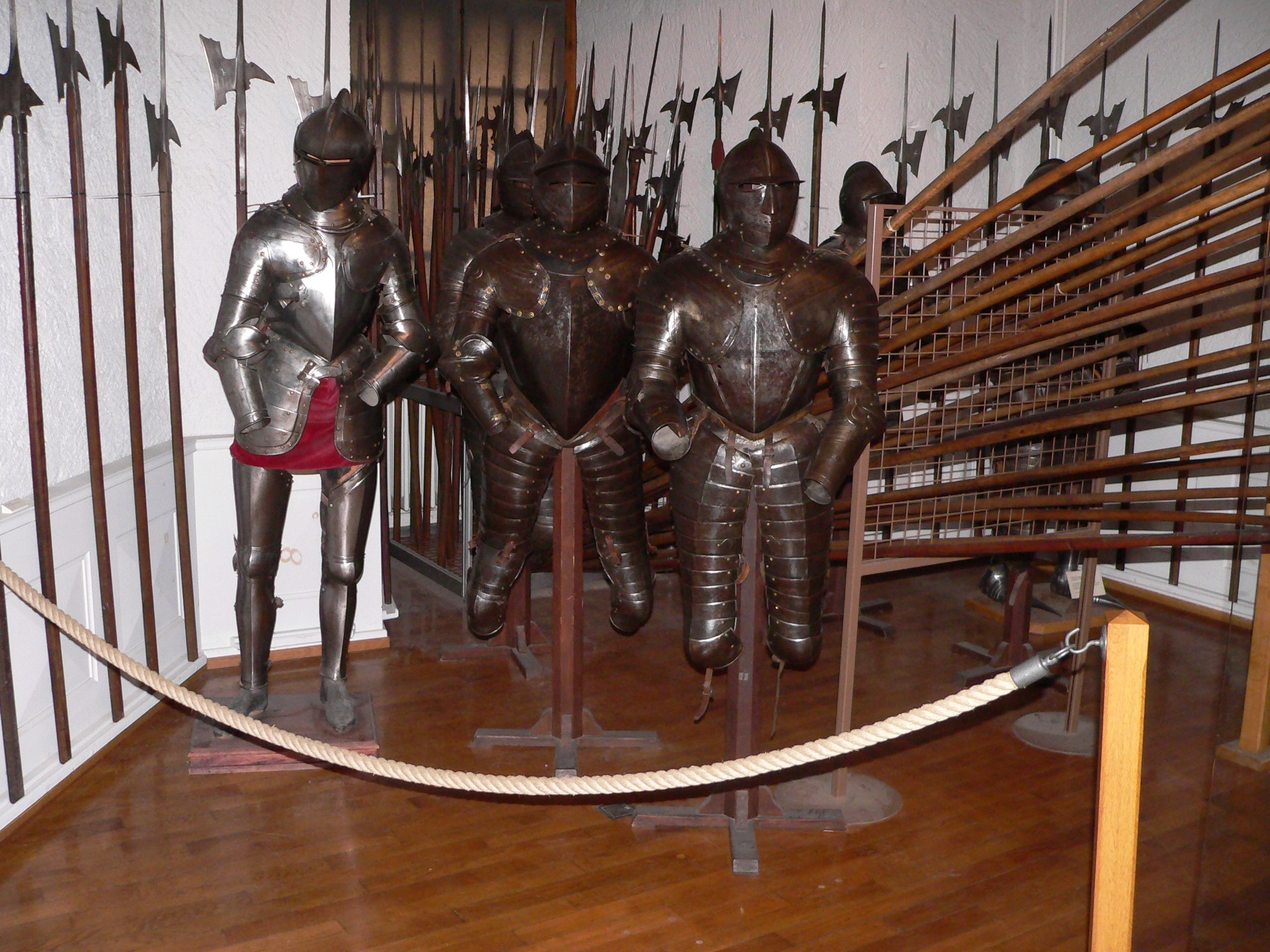
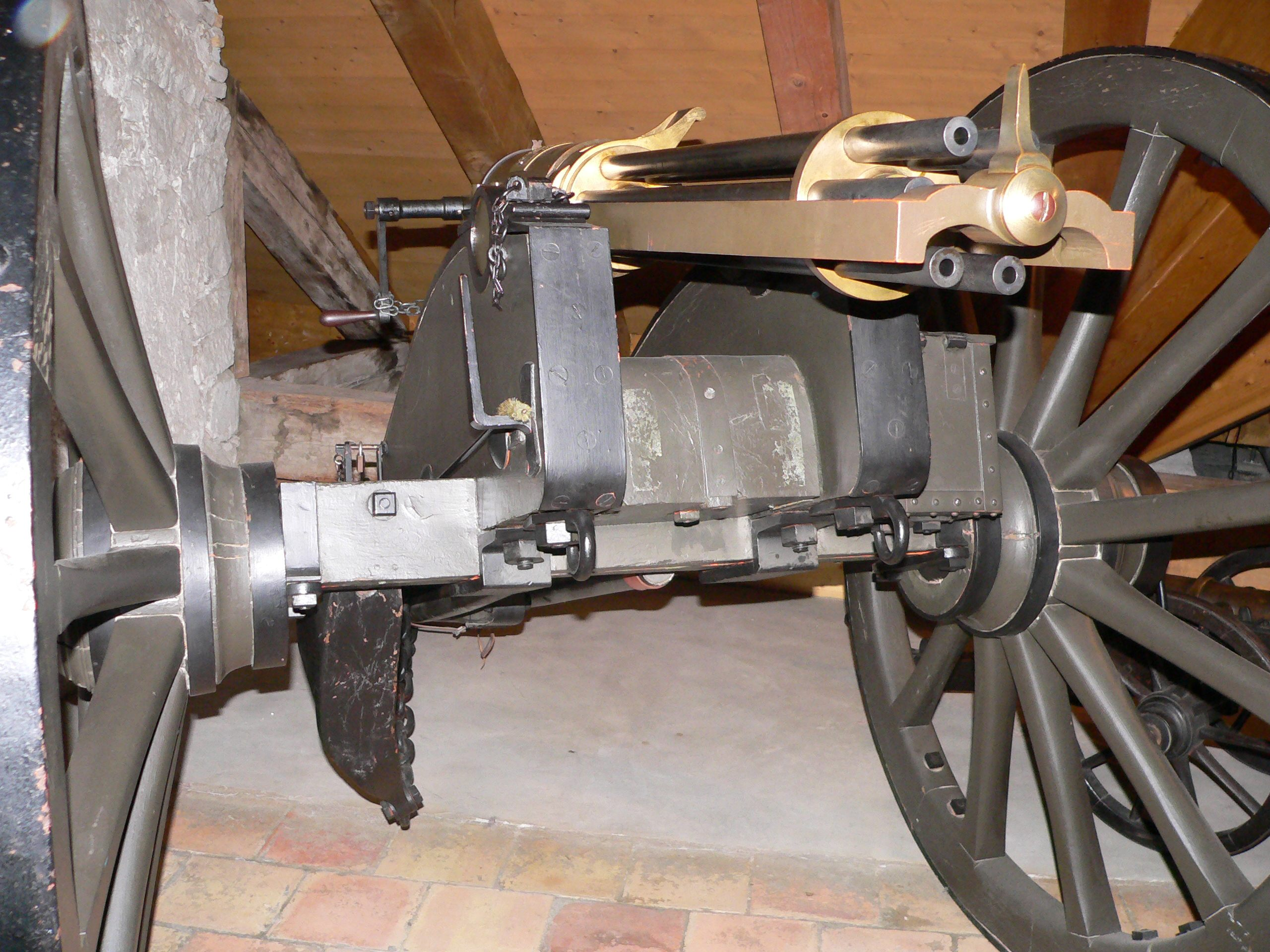
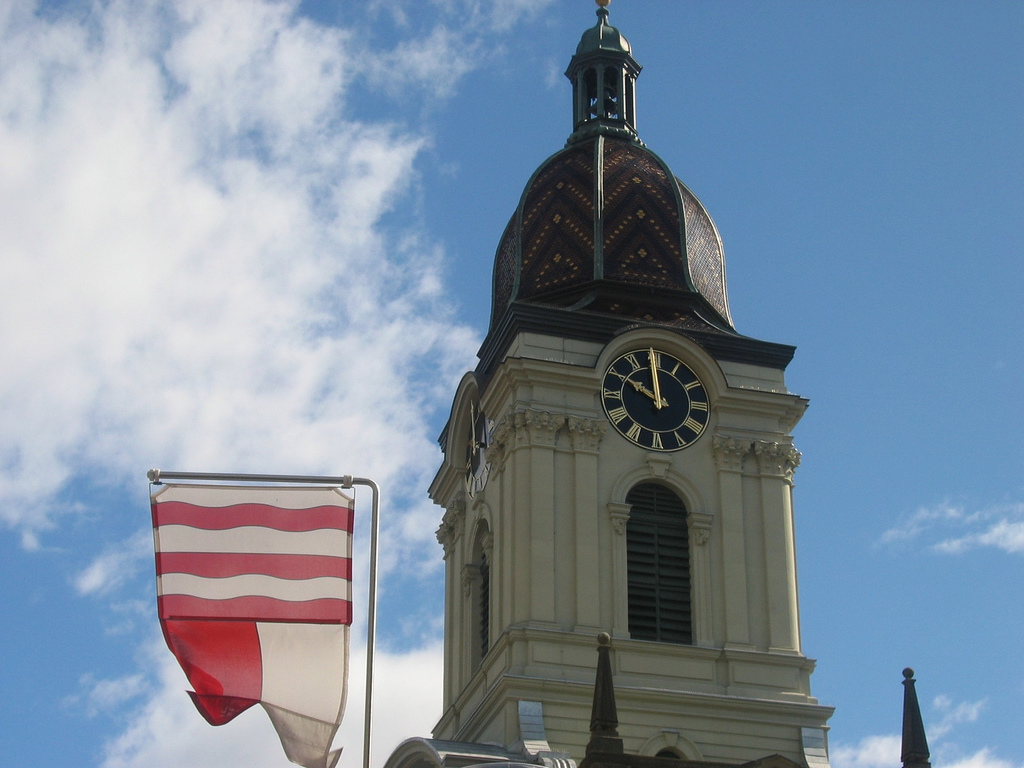